# 费舍尔·伊万

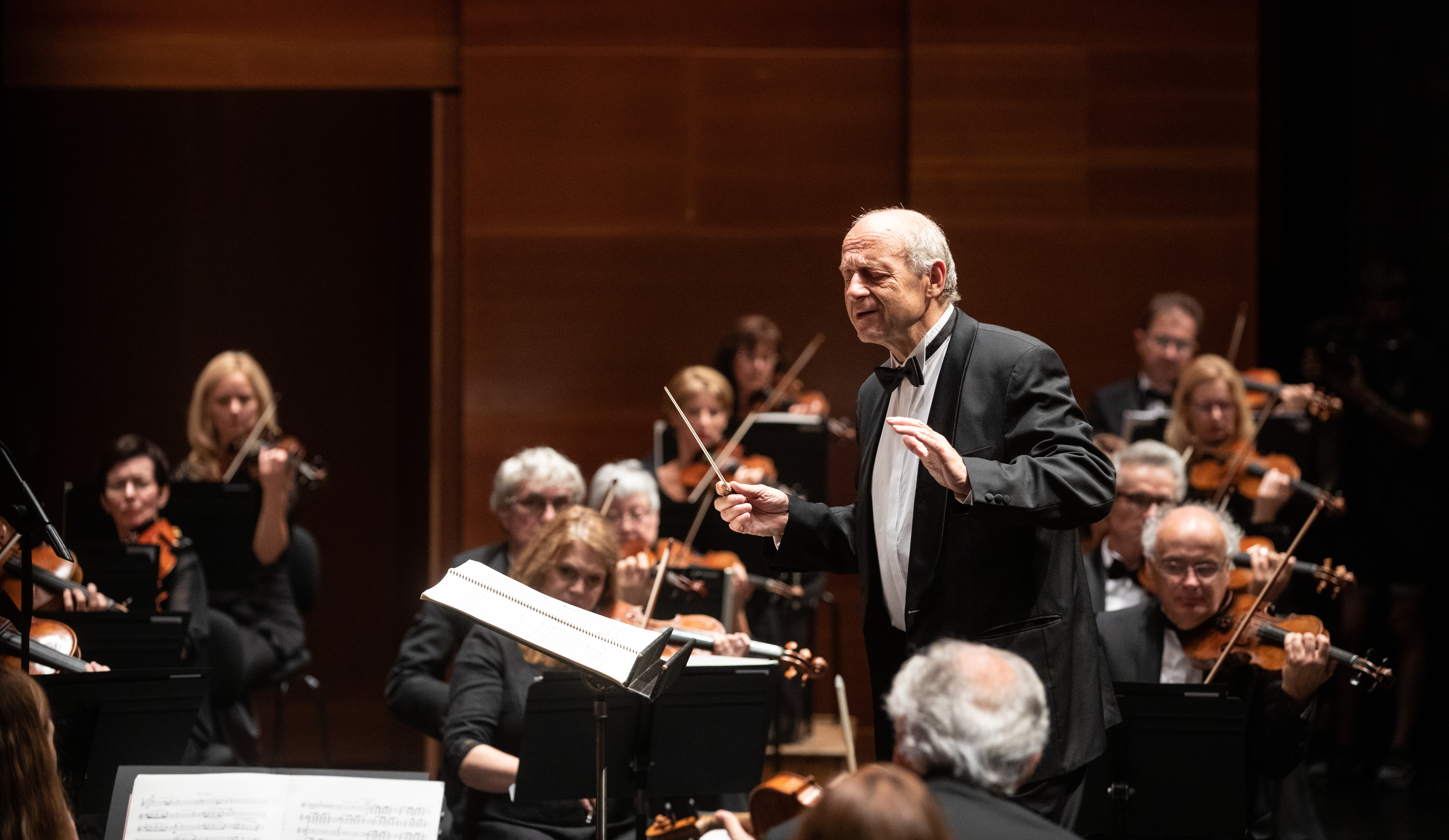
在圣塞巴斯蒂安音乐双周上，费舍尔·伊万指挥布达佩斯节日管弦乐团，2021年8月27日

费舍尔·伊万（匈牙利語：Fischer Iván，1951年1月20日—），匈牙利指挥家，作曲家。

## 生平

### 早年
费舍尔·伊万出生于布达佩斯一个猶太音乐世家，在布达佩斯学习钢琴、小提琴、大提琴和作曲后，费舍尔来到维也纳音乐学院，跟随汉斯·斯瓦洛夫斯基学习指挥，期间有两个学期在萨尔茨堡莫扎特音乐大学做尼古劳斯·哈农库特的助手，同時亦從事大提琴演奏。此外，他也曾前往西恩納奇吉亞納音樂學院，向法蘭柯·費拉拉學習。

### 職業生涯
1976年，费舍尔·伊万在伦敦的魯伯特指挥大赛（Rupert Foundation Conducting Competition）获奖后开始受到国际关注，成为英国多家乐团的客座指挥，例如利物浦皇家愛樂樂團、BBC交響樂團、伦敦交响乐团等。1982年，费舍尔带领伦敦交响乐团进行了世界巡演。1983年，费舍尔与洛杉矶爱乐乐团合作在美国完成首演，同一年他返回布达佩斯，与钢琴家科奇什·佐尔坦一同创建了布达佩斯节日管弦乐团，并担任艺术总监至今。此一團體原先是以有限的演出場次為規劃的兼職樂團，但由於演出受到好評，1992年起轉型為正式編制，其一年的樂季長度約卅週左右。费舍尔與布达佩斯节日管弦乐团的互動良好，不受傳統思維侷限的經營方式尤受歡迎。
费舍尔常年在世界各大著名乐团担当客座指挥，他以演绎巴赫、莫扎特、勃拉姆斯、马勒和巴托克等作曲家的作品而著称，也时常指挥歌剧，曾在维也纳国立歌剧院指揮多部莫扎特歌劇的演出（包括1989年指揮《唐·喬望尼》、《费加罗的婚礼》，以及1991年《后宫诱逃》），其他的歌劇指揮足跡則遍佈於蘇黎世、倫敦、巴黎、布魯塞爾、斯特哥爾摩等地。在指揮活動之外，费舍尔亦是布达佩斯音樂活動的領導者，創辦了該城的夏季巴洛克音樂節，以及馬勒音樂節等活動，並致力於現代作品的推廣。

## 历任乐团
- 1979–82年：皇家北方交響樂團（英语：Royal Northern Sinfonia）藝術總監（與瓦薩里·陶馬什共同在任）
- 1983年迄今：布达佩斯节日管弦乐团艺术总监
- 1984–89年：肯特郡歌剧院（英语：Kent Opera）音乐总监[5]
- 1989–96年：辛辛那提交响乐团（英语：Cincinnati Symphony Orchestra）首席客座指挥
- 2000–03年：里昂歌剧院（英语：Opéra National de Lyon）音樂總監
- 2006年：啟蒙時代樂團（英语：Orchestra of the Age of Enlightenment）首席藝術家
- 2006–09年：美国国家交响乐团首席客座指挥[6]
- 2012–18年[7]：柏林音乐厅管弦乐团首席指挥、柏林音乐厅音乐总监

## 作品

### 作曲
费舍尔在繁忙的演出計畫中，亦固定從事作曲。他的作品多數是為小型的人聲與樂器組合而作的，此外他亦作有一部歌劇《紅牝》（The Red Heifer）。

### 商業錄音
费舍尔的錄音作品可見於Philips以及Channel Classics等品牌。他與Philips簽訂的合約起自1995年，與布达佩斯节日管弦乐团的組合錄製了巴托克、李斯特等人的匈牙利本土作品，這些錄音獲得了葛萊美獎、音叉獎等國際獎項的一致肯定。此外，他也錄製了柯达伊·佐尔丹、勃拉姆斯等人的作品。2004年起，费舍尔為Channel Classics旗下專屬藝人，發行了馬勒所有的交響曲（第八號除外）。

## 獲獎與榮譽
- 科苏特奖，2006年
- 皇家愛樂協會音樂獎，2011年
- 荷蘭喝采獎（Ovatie Prize），2011年
- 皇家音樂學院榮譽會員，2013年
- 法國藝術與文學勳章
- 匈牙利總統金牌獎
- 世界經濟論壇水晶獎
- 布達佩斯榮譽市民

## 個人生活

### 家庭
费舍尔的父亲和哥哥（费舍尔·亚当）也是指挥家。

## 外部連結
- 费舍尔·伊万的Discogs页面（英文）
- 拿索斯唱片的费舍尔資料頁面 （页面存档备份，存于）

| 文化職務                            | 文化職務                                                                       | 文化職務                                |
| ----------------------------------- | ------------------------------------------------------------------------------ | --------------------------------------- |
| 前任： 克里斯多弗·席曼              | 皇家北部交响乐团 藝術與音樂總監，兼任首席指揮 1979–82年（與湯瑪斯·瓦薩里共事） | 繼任： 理察·希科克斯                    |
| 前任： （無）                       | 布达佩斯节日管弦乐团 音樂總監 1983年迄今                                       | 繼任： 現任                             |
| 前任： 路易·蘭格利                  | 里昂歌剧院 音樂總監 2000–03年                                                  | 繼任： 大野和士                         |
| 前任： 伦纳德·史拉特金 （音樂總監） | 美国国家交响乐团 首席指揮 2008–20年                                            | 繼任： 克里斯托弗·埃申巴赫 （音樂總監） |
| 前任： 羅塔爾．札格洛塞克           | 柏林音樂廳管弦樂團 首席指揮 2012–18年                                          | 繼任： 克里斯托弗·埃申巴赫              |